# NGC 780
NGC 780 é uma galáxia espiral (Sab) localizada na direcção da constelação de Triangulum. Possui uma declinação de +28° 13' 33" e uma ascensão recta de 2 horas, 0 minutos e 35,1 segundos.
A galáxia NGC 780 foi descoberta em 26 de Outubro de 1786 por William Herschel.